# المقاريع (بكيل المير)

تعديل مصدري - تعديل

المقاريع هي إحدى قرى عزلة العطن بمديرية بكيل المير التابعة لمحافظة حجة، بلغ تعداد سكانها 12 نسمة حسب تعداد اليمن لعام 2004.